# الغشاء الداخلي للمتقدرات
يمثل الغشاء الداخلي للمتقدرات (بالإنجليزية inner mitochondrial membrane) غشاءً يفصل المطرس عن الحيز بين الغشائين في المتقدرة. يحتوي الغشاء الداخلي على خمسة معقدات بروتينية رئيسة تتحرر ضمنها طاقة الأكسجين عبر التنفس الهوائي وتسمح باصطناع الأدينوسين ثلاثي الفوسفات عبر التناضح الكيميائي.

## البنية
تنطوي بنية الغشاء الداخلي للمتقدرة بشدة مكونةً أقسامًا متعددةً، وهذه الانغمادات الغشائية العديدة تُسمى «الأعراف» التي تنفصل بوصلات عرفية ناشئة من الغشاء المحدد الداخلي بجوار الغشاء الخارجي. تزيد هذه الأعراف كثيرًا من مساحة الغشاء الكلية (مقارنةً بالغشاء الأملس) وبالتالي تزيد مساحة العمل المتاحة للفسفرة التأكسدية.
يشكل الغشاء الداخلي حجرتين منفصلتين، وتتواصل المنطقة الواقعة بين الغشائين الداخلي والخارجي (التي تُسمى الحيز بين الغشائين) مع العصارة الخلوية، بينما يُسمى الحيز المعزول ضمن الغشاء الداخلي بالمطرس المتقدري.

### العرف
في المتقدرات الكبدية النموذجية، تزيد مساحة الغشاء الداخلي 5 أضعاف عن الغشاء الخارجي بسبب وجود الأعراف. تختلف هذه النسبة بين المتقدرات، إذ تزداد في الخلايا ذات المتطلبات الأكبر من الأدينوسين ثلاثي الفوسفات مثل الخلايا العضلية التي تحتوي متقدراتها على المزيد من الأعراف. تتثبت معقدات بروتينية مدورة صغيرة على الغشاء الداخلي من جهة المطرس المتقدري تُعرف بجسيمات إف 1، وتمثل موقع اصطناع الأدينوسين ثلاثي الفوسفات الموجه بمدروج البروتونات. تؤثر الأعراف على الوظيفة الكيميائية التناضحية الكلية للمتقدرات.

### الموصلات العرفية
تنفصل الأعراف والغشاء الداخلي المحيطي عبر الموصلات. تنغلق نهاية العرف جزئيًا بالمعقدات البروتينية العابرة للغشاء التي ترتبط رأسًا لرأس وتصل أغشية الأعراف المتقابلة بنمط شبيه بعنق الزجاجة، ومثال ذلك حذف بروتين الوصل MIC60/Mic60 (سابقًا ميتوفيللين/إف سي جي 1) الذي يؤدي إلى إضعاف الغشاء الداخلي وإعاقة نموه وتشكيل بنًى غشائية داخلية شاذة تشكل تكدسات متحدة المركز بدلًا من الانغمادات النموذجية.

## التركيب
يشابه الغشاء الداخلي للمتقدرات غشاء البكتيريا في مكوناته الشحمية، ويمكن تفسير هذه الظاهرة بنظرية «النشوء التعايشي» التي تفترض أن أصل المتقدرات خلايا بدائية النوى احتوتها خلايا مضيفة حقيقية النوى.
في متقدرات خلايا قلب الخنازير، تشكل مركبات فوسفاتيديل ثانولامين معظم الغشاء المتقدري الداخلي بنسبة 37% من المكونات الفوسفوليبيدية، ويشكل الفوسفاتيديل كولين نحو 26.5%، والكارديوليبين 25.4%، والفوسفاتيديل إينوسيتول 4.5%. في متقدرات السكيراء الجعوية، يشكل الفوسفاتيديل كولين 38.4% من غشاء المتقدرات الداخلي، بينما تبلغ نسبة الفوسفاتيديل ثانولامين 24%، والفوسفاتيديل لينوسيتول 16.2%، والكارديوليبين 16.1%، والفوسفاتيديل سيرين 3.8%، وحمض الفوسفاتيد 1.5%.
تبلغ نسبة بروتين: ليبيد في غشاء المتقدرات الداخلي 80:20، بينما تبلغ النسبة في الغشاء الخارجي 50:50.

## النفوذية
يسمح الغشاء الداخلي بالنفوذ الحر للأكسجين وثنائي أكسيد الكربون والمياه فقط، ويكون أقل نفوذيةً للشوارد والجزيئات الصغيرة مقارنةً بالغشاء الخارجي، وبذلك يشكل حجرتين عبر فصل المطرس المتقدري عن وسط العصارة الخلوية، ويُعد هذا التقسيم ميزةً ضروريةً للاستقلاب. يملك الغشاء المتقدري الداخلي خاصيتي العزل الكهربائي والحاجز الكيميائي، وتوجد ناقلات جزيئية متطورة تسمح لجزيئات محددة بعبور هذا الحاجز. هناك عدة أنظمة تبادل جزيئي تنطمر في الغشاء الداخلي وتسمح بتبادل الأيونات السالبة بين العصارة الخلوية والمطرس المتقدري.